# Recomanació sobre l'ètica de la intel·ligència artificial

Logo de la UNESCO.

La Recomanació sobre l'ètica de la intel·ligència artificial és el primer instrument normatiu mundial sobre l'ètica de la intel·ligència artificial, aprovada el 23 de novembre del 2021 durant la 41ª Conferència General de la UNESCO. El procés d’elaboració del projecte de text començà el 2020 amb l’assistència d’un Grup d’Experts i Expertes Ad Hoc que van dur a terme nombroses consultes inclusives i multidisciplinàries amb una extensa gama de parts interessades. A continuació, a finals de 2020 i durant el 2021, es va realitzar un procés integuvernamental i una negociació del projecte per, finalment, produir una versió definitiva a finals del mateix any.
Allò que es pretén mitjançant la Recomanació és traduir els principis ètics de la intel·ligència artificial a accions polítiques que garanteixin el benefici popular dels avenços que proposen aquestes tecnologies: des de complir els drets humans fins a contribuir al desenvolupament sostenible. És, per tant, un mètode per a enllaçar el seu funcionament al servei humà i a la prevenció de riscos.

Com explica Audrey Azoulay, Directora General de la UNESCO:
“El món necessita regles perquè la intel·ligència artificial beneficiï a la humanitat. La Recomanació sobre l'ètica de la IA és una resposta important. Estableix el primer marc normatiu mundial, al mateix temps que atorga als Estats la responsabilitat d'aplicar-lo al seu nivell. La UNESCO farà costat als seus 193 Estats membres en la seva aplicació i els demanarà que informin periòdicament sobre els seus progressos i pràctiques.”
A més de valors i principis, la Recomanació conté accions polítiques en onze àmbits d'actuació diferents: Avaluació d'impacte ètic, Governança i administració ètica, Política de dades, Desenvolupament i cooperació internacional, Medi ambient i ecosistemes, Gènere, Cultura, Educació i recerca, Comunicació i informació, Economia i treball, i Salut i benestar social.

## Objectius
Els objectius principals de la Recomanació van dirigits a oferir una sèrie de bases ètiques que concordin amb els drets humans, s'atinguin a una llei de no discriminació i a favor del medi ambient sobre les quals formular les lleis que regeixin aquesta intel·ligència artificial. Així mateix, busquen que no siguin només les institucions oficials o els Governs, sinó que entitats privades i particulars també s'atenguin aquests principis. Cerca obrir una línia de diàleg i d'informació entre tots aquells implicats en el món de la tecnologia relatiu a aquests avanços i posar a l'abast de qualsevol —independentment dels recursos dels quals disposin— els beneficis de la IA. En general, pretén servir com a orientació a l'hora de determinar el bon ús i comportament de la IA.
- - Proporcionar un marc universal de valors, principis i accions per a orientar als Estats en la formulació de les seves lleis, polítiques o altres instruments relatius a la IA, de conformitat amb el dret internacional.
  - Orientar les accions de les persones, els grups, les comunitats, les institucions i les empreses del sector privat a fi d'assegurar la incorporació de l'ètica en totes les etapes del cicle de vida dels sistemes de IA.
  - Protegir, promoure i respectar els drets humans i les llibertats fonamentals, la dignitat humana i la igualtat, inclosa la igualtat de gènere; salvaguardar els interessos de les generacions presents i futures; preservar el medi ambient, la biodiversitat i els ecosistemes; i respectar la diversitat cultural en totes les etapes del cicle de vida dels sistemes de IA.
  - Fomentar el diàleg multidisciplinari i pluralista entre múltiples parts interessades i la concertació sobre qüestions ètiques relacionades amb els sistemes de IA.
  - Promoure l'accés equitatiu als avanços i els coneixements en l'àmbit de la IA i l'aprofitament compartit dels beneficis, prestant especial atenció a les necessitats i contribucions dels països d'ingrés mitjà baix, inclosos els PMA, els PDSL i els PEID.
  - Posar a la disposició dels Estats una sèrie de valors, principis i accions per a orientar les seves respectives reglamentacions sobre la IA d'acord amb el dret internacional.

## Valors

### Respecte, protecció i promoció dels drets humans, les llibertats fonamentals i la dignitat humana
Les persones i institucions (privades o oficials) són lliures d'usar els sistemes de IA durant tot el seu cicle de vida. Aquests, però, i l'ús que es fa, no poden violar els principis dels drets humans ni arrabassar la dignitat de les persones, independentment dels seus factors definitoris (raça, religió, sexe, etc.). Així mateix, encara que es pot fer ús de la IA per a la cura de persones en situació de vulnerabilitat, aquesta manera d'ocupació no pot sobrepassar els límits de les seves llibertats fonamentals ni atemptar contra la seva dignitat.

### Prosperitat del medi ambient i els ecosistemes
Els sistemes de IA i tots els participants en el seu cicle de vida, han de treballar i funcionar des d'una consciència mediambiental, intentant participar en la conservació dels ecosistemes. Per a això hauran d'atenir-se a les lleis marcades per territori i a escala global, així com procurar reduir el seu impacte ambiental, especialment la seva petjada de carboni.

### Garantir la diversitat i la inclusió
L'ús d'un sistema de IA no pot ser denegat a cap persona a causa de diferències culturals, ètniques, de raça, de posició econòmica, de posicionament polític, de gènere, d'edat, d'idioma, de sexualitat o qualsevol altre motiu. S'ha de promoure la diversitat i el respecte mutu. A la seva mateixa vegada, s'ha de treballar per a pal·liar les diferències en possibilitat d'accés a infraestructures, materials i educació que provoca la bretxa econòmica amb països d'ingrés mitjà baix, PMA, PDSL i PEID.

### Viure en societats pacífiques, justes i interconnectades
Durant el seu cicle de vida, la IA i els seus desenvolupadors han d'advocar per la interconnexió, la solidaritat i la convivència pacífica entre els éssers humans. En cap moment s'ha de segregar, cosificar, dividir o enfrontar a persones o grups, ni tampoc disrompre la coexistència entre éssers humans, éssers vius i el medi natural.

## Principis

### Proporcionalitat i innocuïtat
Els sistemes de IA no han d'utilitzar-se amb finalitats de qualificació social o vigilància massiva. El mètode de IA ha de ser adequat i proporcional per a aconseguir un fi legítim determinat; no ha de constituir una violació o un abús dels drets humans; i ha de ser adequat al context i basar-se en fonaments científics rigorosos.

### Seguretat i protecció
Els riscos de seguretat i protecció han de prevenir-se i eliminar-se al llarg del cicle de vida dels sistemes de IA a través del desenvolupament de marcs d'accés a les dades que siguin sostenibles, respectin la privacitat i fomentin la utilització de dades de qualitat en les IA.

### Equitat i no discriminació
Els actors de la IA han d'adoptar un enfocament inclusiu que promogui la justícia social, salvaguardi l'equitat i lluiti contra tota mena de discriminació conforme el dret institucional. Per això, haurien de reduir-se les bretxes digitals i de coneixement, i garantir l'accés inclusiu al desenvolupament de la IA i la participació en ell. A més, hauria de disposar-se d'un recurs efectiu contra la discriminació i la determinació algorítmica esbiaixada.

### Sostenibilitat
Els efectes de la IA en l'àmbit humà, social, cultural, econòmic i ambiental han d'avaluar-se en ple coneixement que el desenvolupament d'aquests té repercussions (beneficioses o perjudicials) immediates en la sostenibilitat. S'han d'establir, llavors, unes  metes en evolució constant referides a una sèrie de dimensions, com les propostes en els Objectius de Desenvolupament Sostenible (ODS) de les Nacions Unides.

### Dret a la intimitat i protecció de dades
La privacitat ha de ser respectada, protegida i promoguda durant el cicle de vida dels sistemes IA mitjançant marcs de protecció de dades i mecanismes de governança adequats, garantint un objectiu legítim i una base jurídica vàlida per al tractament de les dades personals.

### Supervisió i decisió humanes
La responsabilitat ètica i jurídica sempre s'hauria de poder atribuir a persones físiques o entitats jurídiques, ja que la decisió de cedir el control en contextos limitats recau sobre els éssers humans. D'aquesta manera, la supervisió física inclou, a més de la supervisió humana individual, la supervisió pública inclusiva.

### Transparència i explicabilidad
El grau de transparència i explicabilitat ha d'adequar-se al context i a aquest efecte amb la finalitat de mantenir un equilibri amb els principis de privacitat, seguretat i protecció. Les persones haurien de saber quan una decisió és presa mitjançant IA, poder sol·licitar explicacions i informació a l'actor d'aquesta, conèixer els motius pels quals una decisió ha estat presa i poder presentar al·legacions quan els seus drets i llibertats es vegin afectats. La transparència ajuda les persones a entendre la manera d'implementació en cada etapa d'un sistema de IA en funció del seu context i sensibilitat particular, a més d'informar sobre els factors presents en la presa de decisions. D'altra banda, la explicabilitat consisteix a fer comprensibles els resultats dels sistemes IA i proporcionar informació sobre ells. Aquest principi està estretament lligat amb el principi de responsabilitat i rendició de comptes.

### Responsabilitat i rendició de comptes
La responsabilitat ètica i l'obligació de retre comptes de les decisions i accions preses sobre els sistemes de IA han de poder-se atribuir, en últim terme, als actors de la IA segons la seva funció dins del cicle de vida dels sistemes de IA. Dispositius tècnics i institucionals han de garantir la revisió i traçabilitat dels sistemes de IA amb la finalitat de procurar solucionar qualsevol problema relacionat amb els drets humans i el benestar del medi ambient i els ecosistemes.

### Sensibilització i educació
S'ha d'oferir una sensibilització del públic respecte a la IA a partir d'una educació accessible tan completa com sigui possible amb la finalitat que puguin prendre decisions informades i no es vegin subjectes a injustícies ocasionades per una desinformació. Aquest aprenentatge ha de fer-se de manera paral·lela a la comprensió dels drets humans i les llibertats fonamentals per a crear un vincle en l'ús d'una (IA) en respecte a les altres (drets).

### Governança i col·laboració adaptatives i de múltiples parts interessades
Pel que concerneix l'ús de dades, aquests es veuen sotmesos al dret internacional i la sobirania nacional, fet que comporta que els Governs tinguin autoritat per a regular-los si passen pel seu territori. Les mesures que prenguin haurien de ser, majoritàriament, en favor de la privacitat i en respecte als drets humans. És necessària la implicació de tots els grups interessats durant el cicle de vida dels sistemes de IA (organitzacions governamentals, però també responsables de l'educació i òrgans de vigilància de la lluita contra la discriminació) per a assegurar la representació de tots els sectors i la capacitat d'ajuda de la IA sense cap biaix. A més, ha de procurar-se la inclusió de grups marginals, indígenes i qualsevol altre que pugui sorgir i tingui implicació en l'ús o desenvolupament de la IA.

## Enllaços d'Interès
- UNESCO adopts first global standard on the ethics of artificial intelligence
- Framework of ethical aspects of artificial intelligence, robotics and related technologies
- Why is ethics crucial in the development of AI?